# Neolimnomyia rufula
Neolimnomyia rufula är en tvåvingeart som beskrevs av Evgenyi Nikolayevich Savchenko 1979. Neolimnomyia rufula ingår i släktet Neolimnomyia och familjen småharkrankar. Inga underarter finns listade i Catalogue of Life.